# مسابقات فرمول یک فصل ۲۰۱۷

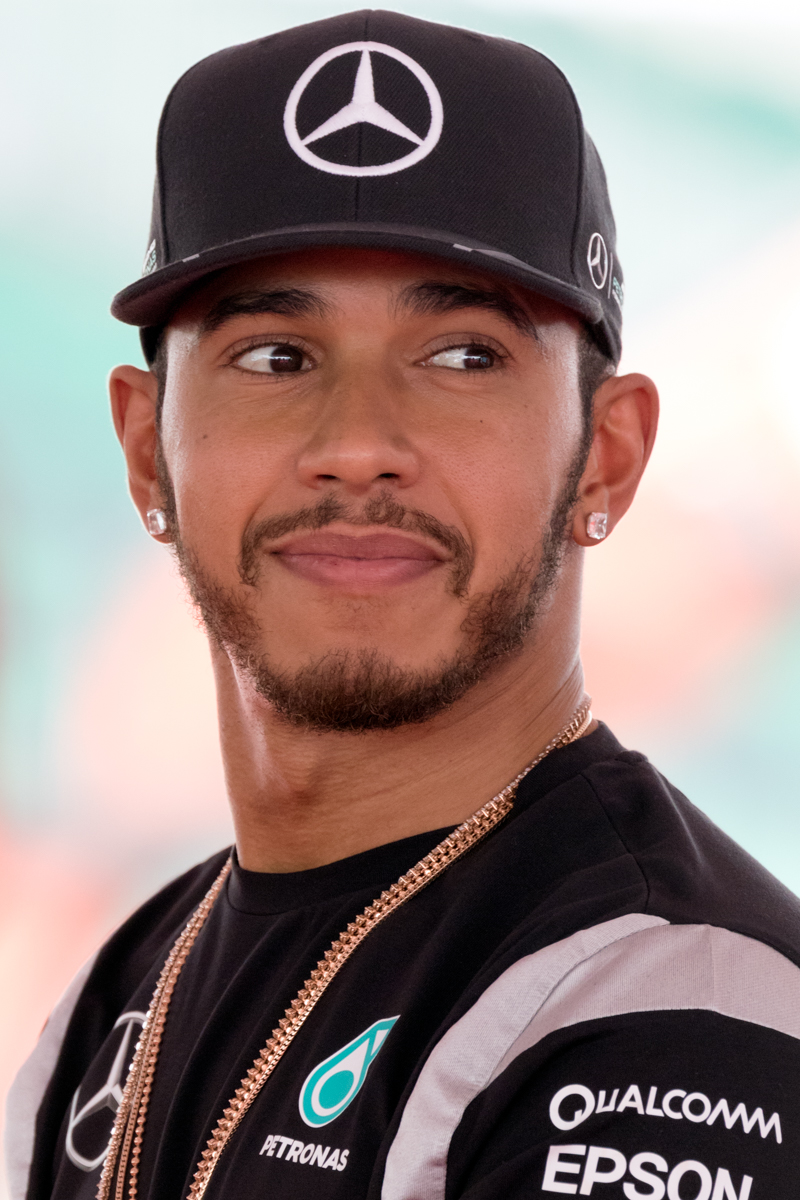
لوئیز همیلتون چهارمین مقام قهرمانی جهان خود را جشن گرفت.

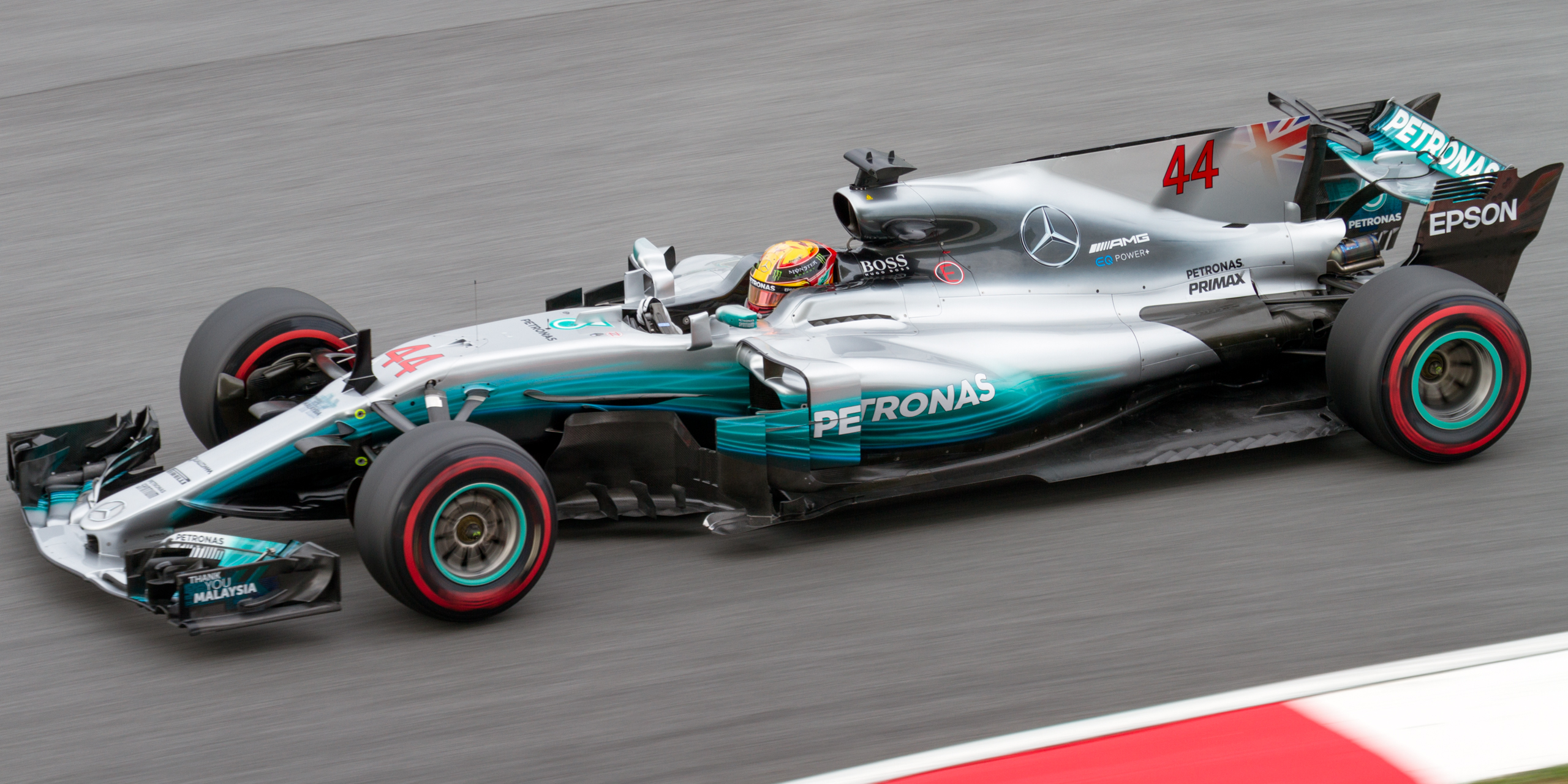
مرسدس برای چهارمین سال پیاپی مقام قهرمانی سازندگان را کسب کرد؛ در تصویر خودروی مرسدس، خودروی تیم مرسدس در فصل ۲۰۱۷ نمایش یافته‌است.

مسابقات قهرمانی جهان فرمول یک فصل ۲۰۱۷ (به انگلیسی: ‎2017 FIA Formula One World Championship‎) یک مسابقهٔ موتوری میان خودروهای فرمول یک بود که به عنوان شصت و هشتمین دور از مسابقات قهرمانی جهان فرمول یک برگزار شد. مسابقات فرمول یک از سوی فدراسیون بین‌المللی اتومبیل‌رانی (فیا)، هیئت حاکم بر ورزش‌های موتوری بین‌المللی، به عنوان بالاترین کلاس برای رقابت میان خودروهای مسابقه‌ای چرخ‌باز قلمداد می‌شود. در این فصل رانندگان و تیم‌ها، برای کسب عنوان‌های رانندهٔ قهرمان جهان و سازندهٔ قهرمان جهان طی بیست گراند پری با یکدیگر به رقابت پرداختند.
لوئیز همیلتون با ۳۶۳ امتیاز، برندهٔ عنوان رانندهٔ قهرمان جهان شد و تیم او، مرسدس نیز عنوان سازندهٔ قهرمان جهان را از آن خود کرد. همیلتون در گراند پری ۲۰۱۷ مکزیک کسب چهارمین عنوان قهرمانی جهان را برای خود قطعی کرد، و تیم مرسدس نیز قهرمانی خود را در دو مسابقهٔ قبلی تثبیت نمود. سباستیان فتل، رانندهٔ تیم فراری، با اختلاف ۴۶ امتیاز پس از همیلتون در ردهٔ دوم قرار گرفت، و دیگر راننده مرسدس والتری بوتاس مقام سوم را کسب نمود. در بخش سازندگان قهرمان جهان، مرسدس آام‌گ پتروناس موتوراسپورت با اختلاف ۱۴۶ امتیاز از اسکودریا فراری مقام اول را کسب کرد، و استون مارتین ردبول ریسینگ نیز در جایگاه سوم سازندگان قهرمان جهان قرار گرفت.

## شرکت‌کنندگان
تیم‌ها و رانندگان زیر در مسابقات جهانی فرمول یک فصل ۲۰۱۷ شرکت کردند. تمامی تیم‌ها در این مسابقات از تایرهای تولید شده توسط شرکت پیرلی استفاده کردند.
| شرکت‌کننده                       | سازنده                   | شاسی                    | پیشرانه                | رانندگان مسابقه | رانندگان مسابقه                                  | رانندگان مسابقه                  | رانندگان تمرین آزاد | رانندگان تمرین آزاد    |
| شرکت‌کننده                       | سازنده                   | شاسی                    | پیشرانه                | شماره           | نام راننده                                       | راندها                           | شماره               | نام راننده             |
| ------------------------------- | ------------------------ | ----------------------- | ---------------------- | --------------- | ------------------------------------------------ | -------------------------------- | ------------------- | ---------------------- |
| اسکودریا فراری                  | فراری                    | اس‌اف۷۱اچ                | فراری ۰۶۲ اوو          | ۵ ۷             | سباستیان فتل کیمی رایکونن                        | همه                              | —                   | —                      |
| تیم فرمول یک ساهارا فورس ایندیا | فورس ایندیا-مرسدس        | وی‌جی‌ام۱۱                | مرسدس ام۰۹ ئی‌کیو پاور+ | ۱۱ ۳۱           | سرجیو پرز استابان اوکون                          | همه                              | ۳۴ ۳۵               | آلفونسو سلیز جورج راسل |
| تیم فرمول یک هاس                | هاس-فراری                | وی‌اف-۱۸                 | فراری ۰۶۲ اوو          | ۸ ۲۰            | رومن گروژان کوین مگنوسن                          | همه                              | —                   | —                      |
| تیم فرمول یک مک‌لارن             | مک‌لارن-رنو               | ام‌سی‌ال۳۳                | رنو آر.ئی. ۱۸          | ۲ ۱۴ ۲۲         | اشتوفل واندورن فرناندو آلونسو جنسون باتن         | همه                              | ۴۷                  | لاندو نوریس            |
| مرسدس آام‌گ پتروناس موتوراسپورت  | مرسدس                    | اف۱ دبلیو۰۹ ئی‌کیو پاور+ | مرسدس ام۰۹ ئی‌کیو پاور+ | ۴۴ ۷۷           | لوئیز همیلتون والتری بوتاس                       | همه                              | —                   | —                      |
| استون مارتین ردبول ریسینگ       | ردبول ریسینگ-تگ هویر     | آربی۱۴                  | تگ هویر                | ۳ ۳۳            | دنیل ریکاردو ماکس فرستاپن                        | همه                              | —                   | —                      |
| تیم فرمول یک رنو اسپورت         | رنو                      | آر.اس. ۱۸               | رنو آر.ئی. ۱۸          | ۲۷ ۳۰ ۵۵        | نیکو هولکنبرگ جولیان پالمر کارلوس ساینز          | همه ۱–۱۶ ۱۷–۲۰                   | ۴۶                  | سرگئی سیروتکین         |
| تیم فرمول یک آلفا رومئو سائوبر  | سائوبر-فراری             | سی۳۷                    | فراری ۰۶۲ اوو          | ۹ ۳۶ ۹۴         | مارکوس اریکسون آنتونیو جوویناتزی پاسکال ورلاین   | همه                              | ۳۶                  | شارل لکلرک             |
| ردبول تورو روسو هوندا           | اسکودریا تورو روسو-هوندا | اس‌تی‌آر۱۳                | هوندا آرای۶۱۸اچ        | ۲۶ ۱۰ ۲۸ ۵۵ ۱۰  | دانیل کویات پیر گسلی براندون هارتلی کارلوس ساینز | ۱–۱۴٬۱۷ ۱۵–۱۶ و ۱۸–۲۰ ۱۷–۲۰ ۱–۱۶ | ۳۸                  | شان گالایل             |
| ویلیامز مارتینی ریسینگ          | ویلیامز-مرسدس            | اف‌دبلیو۴۱               | مرسدس ام۰۹ ئی‌کیو پاور+ | ۱۸ ۱۹ ۴۰        | لانس استرول فلیپه ماسا پائولا دی‌رستا             | همه ۱۱                           | —                   | —                      |
| منبع:                           |                          |                         |                        |                 |                                                  |                                  |                     |                        |

## تقویم

کشورهایی که در فصل ۲۰۱۷ میزبان یک گراند پری بوده‌اند با رنگ سبز، و موقعیت پیست‌های مسابقه با نقطهٔ سیاه مشخص شده‌است. کشورهای میزبان سابق نیز با رنگ خاکستری تیره، و موقعیت پیست‌های مسابقهٔ سابق با نقطهٔ سفید مشخص شده‌است.

بیست گراند پری زیر به عنوان بخشی از مسابقات قهرمانی فصل ۲۰۱۷ برگزار شدند:
| راند  | گراند پری              | پیست                                          | تاریخ      |
| ----- | ---------------------- | --------------------------------------------- | ---------- |
| ۱     | گراند پری استرالیا     | پیست جایزه بزرگ ملبورن، ملبورن                | ۲۶ مارس    |
| ۲     | گراند پری چین          | پیست بین‌المللی شانگهای، شانگهای               | ۹ آوریل    |
| ۳     | گراند پری بحرین        | پیست بین‌المللی بحرین، صخیر                    | ۱۶ آوریل   |
| ۴     | گراند پری روسیه        | پیست اتومبیل‌رانی سوچی، سوچی                   | ۳۰ آوریل   |
| ۵     | گراند پری اسپانیا      | پیست بارسلون-کاتالونیا، منتملو                | ۱۴ مه      |
| ۶     | گراند پری موناکو       | پیست موناکو، مونت‌کارلو                        | ۲۸ مه      |
| ۷     | گراند پری کانادا       | پیست گیلس میلنیوو، مونترآل                    | ۱۱ ژوئن    |
| ۸     | گراند پری آذربایجان    | پیست شهری باکو، باکو                          | ۲۵ ژوئن    |
| ۹     | گراند پری اتریش        | ردبول رینگ، اسپیلبرگ                          | ۹ ژوئیه    |
| ۱۰    | گراند پری بریتانیا     | پیست سیلورستون، سیلورستون                     | ۱۶ ژوئیه   |
| ۱۱    | گراند پری مجارستان     | هونگارورینگ، موگورود                          | ۳۰ ژوئیه   |
| ۱۲    | گراند پری بلژیک        | پیست اسپا-فرانکورشان، ستوولو                  | ۲۷ اوت     |
| ۱۳    | گراند پری ایتالیا      | پیست ناتزیوناله مونتزا، مونتزا                | ۳ سپتامبر  |
| ۱۴    | گراند پری سنگاپور      | پیست خیابانی مارینا بی، سنگاپور               | ۱۷ سپتامبر |
| ۱۵    | گراند پری المان        | آلمان پیست هوکنهایمرینگ ، المان               | ۱ اکتبر    |
| ۱۶    | گراند پری ژاپن         | مسیر مسابقه بین‌المللی سوزوکا، سوزوکا          | ۸ اکتبر    |
| ۱۷    | گراند پری ایالات متحده | پیست امریکاس، آستین، تگزاس                    | ۲۲ اکتبر   |
| ۱۸    | گراند پری مکزیک        | پیست اتومبیل‌رانی هرمانوس رودریگز، مکزیکو سیتی | ۲۹ اکتبر   |
| ۱۹    | گراند پری برزیل        | پیست ژوزه کارلوس پیس، سائو پائولو             | ۱۲ نوامبر  |
| ۲۰    | گراند پری ابوظبی       | پیست یاس مارینا، ابوظبی                       | ۲۶ نوامبر  |
| منبع: |                        |                                               |            |